# Hilaira glacialis
Hilaira glacialis är en spindelart som först beskrevs av Tord Tamerlan Teodor Thorell 1871.  Hilaira glacialis ingår i släktet Hilaira och familjen täckvävarspindlar. Inga underarter finns listade i Catalogue of Life.